# Borough de Nova York
A la ciutat de Nova York, es coneix com a borough a una forma de govern utilitzada per a administrar els cinc comtats que componen la ciutat. Difereix significativament del concepte de borough com a forma de govern utilitzat en altres parts del món. Aquesta divisió equivaldria al districte municipal espanyol des del punt de vista territorial i competencial.
La ciutat de Nova York també es coneix en anglès com The Five Boroughs. Aquesta frase és utilitzada per referir-se a Nova York com a ciutat i evitar confusions amb l'Àrea metropolitana de Nova York. A més és utilitzada pels polítics per fer èmfasi en l'existència de 5 divisions i evitar el centralisme a Manhattan.
Cada borough correspon, i és equivalent, a un comtat de l'Estat de Nova York
- Bronx (Comtat de Bronx)
- Brooklyn (Comtat de Kings)
- Manhattan (Comtat de Nova York)
- Queens (Comtat de Queens)
- Staten Island (Comtat de Richmond)

Tot i que cada borough és representat per un president, aquest té poders executius bastant reduïts i a més d'això, no hi ha funcions legislatives a l'interior de cada borough. El veritable poder executiu resideix en l'alcalde de Nova York i les funcions legislatives recauen en els membres del New York City Council.